# Боэ (округ)
Боэ (англ. Boe) — округ в стране Науру. Это единственный округ, входящий в состав избирательного округа Боэ.

## История
5 сентября 2019 года в этом районе была открыта церковь Тихоокеанского маяка (христианская церковь «Возрождённый»).

## География
Город Боэ расположен на юго-западе острова. Он граничит с районами Айво, Ярен, расположенными вдоль побережья, и Буада, расположенными внутри страны.
Его площадь составляет 0,5 км², а население — 950 человек. Это самый маленький и густонаселенный район Науру. Высота над уровнем моря составляет около 5 метров.

## Образование
Детская школа для мальчиков находится в Боэ. Начальными и средними школами, обслуживающими все Науру, являются начальная школа Ярен в округе Ярен (1 — 3 классы), начальная школа Науру в округе Мененг (4 — 6 классы), колледж Науру в округе Денигомоду (7 — 9 классы) и средняя школа Науру (10 — 12 классы) в округе Ярен.

## Известные люди
- Барон Д. Вака, бывший президент Науру, родом из Бозе, он был избран от этого избирательного округа в парламент Науру.
- Кинза Клодумар, бывший президент Науру, родом из Бозе.
- Второй ребенок Ангама, Бетель Энпроэ Адам, родился в Англии.
- Тяжелоатлет Тони Бациуа была родом из Берингера.